# Beamten-Wohnungs-Verein zu Köpenick
Der Beamten-Wohnungs-Verein zu Köpenick eG (BWV zu Köpenick) ist eine 1908 gegründete Wohnungsbaugenossenschaft in Berlin. Die Genossenschaft bewirtschaftet mehr als 5.400 Wohnungen in Berlin und dem angrenzenden Umland und hatte zum 31. Dezember 2023 insgesamt 12.342 Mitglieder.
Sie ist eigenständig und nicht mit dem 1900 gegründeten „Beamten-Wohnungs-Verein zu Berlin eG“ oder dem 1902 gegründeten „Beamten-Wohnungs-Verein zu Rixdorf“ (heute Wohnungsbau-Verein Neukölln eG) zu verwechseln.

## Geschichte

### Gründung und erste Bauphase (1908–1918)
Der „Beamten-Wohnungs-Verein zu Cöpenick e.G.m.b.H.“ wurde am 21. Februar 1908 von 37 Köpenicker Beamten gegründet und am 30. April 1908 in das Genossenschaftsregister eingetragen.
1913 entstand das erste eigene Wohnhaus („Stammhaus“, Hämmerlingstraße 99) nach Plänen von Max Lewin. Der Erste Weltkrieg stoppte die Bautätigkeit; ein zweites Vorhaben konnte 1921 mit öffentlicher Förderung realisiert werden.

### Expansion der 1920er/1930er Jahre
Ab 1924 errichtete der BWV große Siedlungen in Köpenick, Schmargendorf, Pankow, Lichtenberg und Moabit und schuf so Wohnraum für fast 3000 Familien. Beispielhaft ist die Wohnanlage Borkumer Straße (Schmargendorfer Siedlung), gebaut 1928–1931 nach Entwürfen von Kaiser & Wagenknecht.

### Zeit des Nationalsozialismus und Kriegsfolgen
Während der NS-Zeit unterlag die Genossenschaft der Gleichschaltung, blieb jedoch weitgehend handlungsfähig. Weltwirtschaftskrise und Krieg führten zu finanziellen Belastungen und Zerstörungen an den Beständen.

### Teilung Berlins (1949–1990)
Durch die politische Teilung wurde der BWV faktisch gespalten: Bestände im Ostteil unterstanden der Kommunalen Wohnungsverwaltung, während die Häuser in West-Berlin ab 1951 wieder eigenständig bewirtschaftet wurden. In den 1950er/1960er Jahren entstanden neue Anlagen u. a. in Schmargendorf, Tempelhof und Steglitz; in den 1970er Jahren folgte die Großsiedlung Marienfelde.

### Wiedervereinigung und Modernisierung (ab 1990)
1992 vereinigte sich die Genossenschaft organisatorisch. Der Köpenicker Bestand (rund 1800 Wohnungen) wurde bis 2000 umfassend saniert; 1996 bezog der BWV seine neue Hauptverwaltung in Marienfelde. Neubauprojekte wie 86 Wohnungen in Schöneiche (Grundsteinlegung 2017) ergänzen den Bestand.

## Organisation
Die Organe der Genossenschaft sind Vorstand, Aufsichtsrat und Vertreterversammlung. Der Aufsichtsrat besteht aus neun Mitgliedern; Vorsitzender ist Carsten Bethke.
Gemäß Satzung (§ 2) fördert die Genossenschaft ihre Mitglieder vorrangig durch sichere, gute und sozial verantwortbare Wohnungen; eine Umwandlung von Genossenschaftswohnungen in Wohnungseigentum ist ausgeschlossen.
Der BWV betreibt außerdem eine BaFin-regulierte Spareinrichtung für Mitglieder.

## Wohnungsbestand und Architektur
Der Bestand von über 5.400 Wohnungen verteilt sich auf 14 Berliner Bezirke und Schöneiche.
Mehrere Ensembles stehen unter Denkmalschutz, darunter:
| Wohnanlage                 | Lage                          | Bauzeit         | Architekt            | Besonderheit                                      |
| -------------------------- | ----------------------------- | --------------- | -------------------- | ------------------------------------------------- |
| Stammhaus                  | Hämmerlingstraße 99, Köpenick | 1913            | Max Lewin            | erstes Haus der Genossenschaft                    |
| Wohnanlage Borkumer Straße | Schmargendorf (div. Straßen)  | 1928–1931, 1937 | Kaiser & Wagenknecht | Denkmalbereich Reformwohnungsbau                  |
| Siedlung Öttingsfeld       | Köpenick (Lindenstraße u. a.) | 1923–1925       | –                    | dreigeschossige Blockrandbebauung                 |
| Wohnanlage Moabit          | Agricolastraße/Jagowstraße    | 1928–1929       | –                    | einziger Bestand dieser Bauphase noch im Eigentum |

## Soziale Angebote
Ein Sozialarbeiterteam berät Mitglieder bei Behördenangelegenheiten, finanziellen Notlagen und Konflikten.
Treffpunkte wie der „Treff an der Wuhle“ (Köpenick), das Gemeinschaftshaus Marienfelde und der Nachbarschafts-Treff Schmargendorf bieten Kurse, Beratungen und vermietbare Räume.

## Publikationen
Die Genossenschaft veröffentlicht das Mitgliedermagazin BWV aktuell (vierteljährlich) sowie jährliche Geschäftsberichte, die auf der Website frei zugänglich sind.